# Rio Meki
O rio Meki é um curso de água do centro da Etiópia. Este rio desagua no Lago Zway nas coordenadas 8° 4'8 "N 38° 52'53". E.